# Alexandra (cantante)
Doris Nefedov  (de soltera Treitz; Šilutė, Prusia Oriental, 19 de mayo de 1942-Tellingstedt, 31 de julio de 1969), conocida como Alexandra, fue una cantante y guitarrista alemana. Se especializó en los géneros de chanson y pop.

## Biografía y carrera
Hacia fines de la Segunda Guerra Mundial, la Familia de Doris Nefedov huyó de la ocupación del ejército Soviético que avanzaba imparable por el norte de Alemania. Su Infancia transcurrió en Kiel y Hamburgo. Muy temprano aprendió la talentosa jovencita a tocar la guitarra, comenzando también a escribir poemas y canciones. A los 17 años soñaba primeramente con una carrera de diseñadora de modas. Luego de su graduación de la secundaria o Abitur alemán, se dirigió a Hamburgo, donde concurrió a la Escuela superior de Modas. Allí estudió diseño de telas. Durante este período, y para poder mantenerse, trabajó en los más diferentes empleos, entre ellos secretaria, mecanógrafa y doncella. Gracias a esos esfuerzos, pudo ahorrar lo suficiente para comprarse su primera guitarra. Eligió el nombre artístico de Alexandra, por parecerle que el propio, Doris, era demasiado común. El éxito de Alexandra en la música, no se haría esperar demasiado tiempo.
A los 19 años conoció en Hamburgo al emigrante ruso Nikolai Nefedov, de quién se enamoró. La joven estaba fascinada por su aparente actitud jovial y atractivo paterno, pese a los 30 años de diferencia entre ambos. Tras el casamiento con Nefedov, Alexandra quiso emigrar con él a Estados Unidos, y desde allí conquistar el mundo. Pero la felicidad fue de corta duración. Con 20 años dio a luz a su hijo Alexander. Agobiada por el rol de madre, la enérgica y determinada Alexandra pensaba que el sueño de una gran carrera como cantante y actriz serían ya imposibles. El matrimonio naufragó, y Nikolai Nefedov emigró solo a los Estados Unidos.
Alexandra intentó entonces terminar sus estudios y trabajó como dibujante. Mientras tanto, su madre se ocupaba del niño. Aún vivía con sus padres en el barrio Hamburgués de Rothenburgsort. En este tiempo, y estando en trámites de separación de su esposo, se tomó unas vacaciones y en el verano de 1965 viajó a España con su amiga Karin, pasando unos días en Castelldefels en donde entabló amistad con un estudiante de derecho que le sirvió de "Cicerone" por Barcelona y con el que mantuvo una relación epistolar hasta pocos días antes de su mortal accidente. Luego de finalizar su título de la Escuela de Actuación Margot-Höpfner, fue contratada por un teatro de Neumünster, y recibió lecciones de canto. Pronto fue descubierto su talento por el productor de discos Fred Weyrich, quien quedó impresionado por la profunda voz de la atractiva Alexandra con sus cabellos largos y oscuros. El vio inmediatamente la oportunidad de colocarla en el mercado musical, explotando dichas facetas características. Con Hans R. Beierlein como mánager, Alexandra comenzó una ascendente carrera de estrella, con sus melancólicas canciones y aspecto tan particular, de un modo que no había aún sido explotado en el mercado pop alemán, la "onda rusa". Dirigida por Hazy Osterwald, comenzaron las primeras giras a lo largo de Alemania y Rusia, tan admirada por Alexandra.
A los 25 años por fin llegó el éxito para Alexandra: pudo colocar en las listas de charts sus dos canciones: "Zigeunerjunge” (chico gitano) y "Sehnsucht” (nostalgia). Sin embargo, esas canciones cortadas exactamente a su medida e imagen, no hacían feliz a la cantante y compositora Alexandra. Ella pretendía más que susurrantes melodías eslavas folklóricas al estilo pop. Su productor contó luego que ella había odiado la canción "Sehnsucht": sólo una vez para la grabación la cantó, y con lágrimas en los ojos por el descontento.
Rápidamente se interesó también el exterior por el joven poco común talento, de la triste y ahogada voz. La talentosa Alexandra, entendida también en lenguas, entabló contacto con los artistas franceses de la Chanson, como Salvatore Adamo, Gilbert Bécaud e Yves Montand. Viajó a Brasil, para colaborar con Antônio Carlos Jobim. Aquí encontró seguramente su mayor inspiración musical. El fotógrafo, camarógrafo y director Truck Branss filmó los viajes, para el show de la primera cadena alemana de TV (ARD): "Alexandra: Un retrato musical” (1969) e impulsó al ascendente joven talento, aunque en las filmaciones se limitó casi siempre a lo más superficial de su persona.
De regreso a Alemania, comenzó una sólida amistad y colaboración artística con Udo Jürgens. En 1969 Alexandra abandonó Hamburgo y se mudó a Múnich, Nymphenburg. Justo en ese entonces, debido a sus ininterrumpidas giras, comenzó a sufrir problemas personales. Sobre todo su familia ejercía una fuerte presión sobre la nerviosa cantante. Conocidos declararon que se tornó menos tolerante y malhumorada.

## Muerte

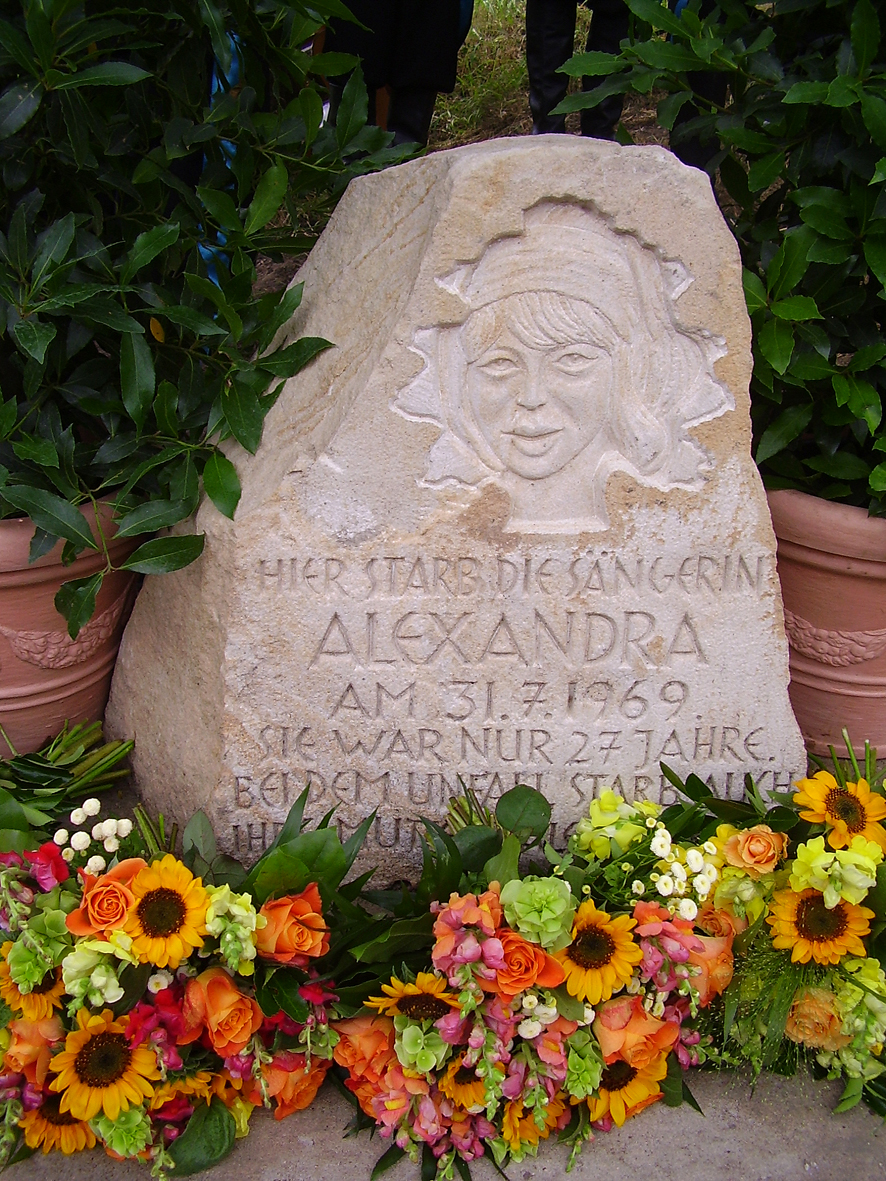
Monumento a Alexandra en el lugar del accidente.

En el verano de 1969, la síquica y físicamente agotada Alexandra, decidió tomarse unas vacaciones con su hijo y su madre. Viajarían en su primer auto propio, un Mercedes Coupé 220 SE blanco. Así partieron rumbo a Sylt en el norte de Alemania. Es de destacar que la artista no conocía nada de mecánica. Se encontraron luego apuntes a mano, con instrucciones sobre el manejo del auto. En la población de Heiligenstedten en Itzehoe (Steinburg), se detuvo en una estación de servicio, declarando tener problemas mecánicos El jueves 31 de julio de 1969 atravesó en la carretera federal 203 por el cruce en la localidad de Tellingstedt (según lugareños también llamado "el cruce mortal") y chocó contra un camión que venía por la derecha, cargado con piedras. Doris „Alexandra” Nefedov y su Madre Wasselewska „Wally” Treitz murieron en el lugar mismo del accidente. El hijo de 6 años, Alexander „Sascha” sobrevivió con heridas leves. Supuestamente la cantante ignoró un cartel de Alto. Mientras tanto, aún corren rumores tanto de suicidio como de sabotaje. Los verdaderos entretelones del trágico accidente de Alexandra no fueron nunca aclarados. Las dudas mayores se deben a la desaparición de importantes documentos de los reportes de la policía.
Doris Alexandra Nefedov fue enterrada en el cementerio Westfriedhof de Múnich, junto a su madre.

## Enlaces
- Alexandra en Discogs (en inglés).

- Datos: Q427878
- Multimedia: Alexandra (singer) / Q427878